# Нью-Уэстминстер
Нью-Уэ́стминстер (англ. New Westminster) — город в Канаде, в провинции Британская Колумбия. Был основан как вторая столица колонии Британская Колумбия.
Население города — 78916 человек (на 2021 год).

## География
Нью-Уэстминстер расположен на полуострове Беррард, на северном берегу реки Фрейзер. Лежит в 19 км к юго-востоку от Ванкувера, граничит с городами Бернаби и Кокуитлам. На противоположном берегу р. Фрейзер находится город Суррей. Часть Нью-Уэстминстера, именуемая Квинсборо, занимает восточную оконечность острова Лулу и граничит с Ричмондом.  

## История

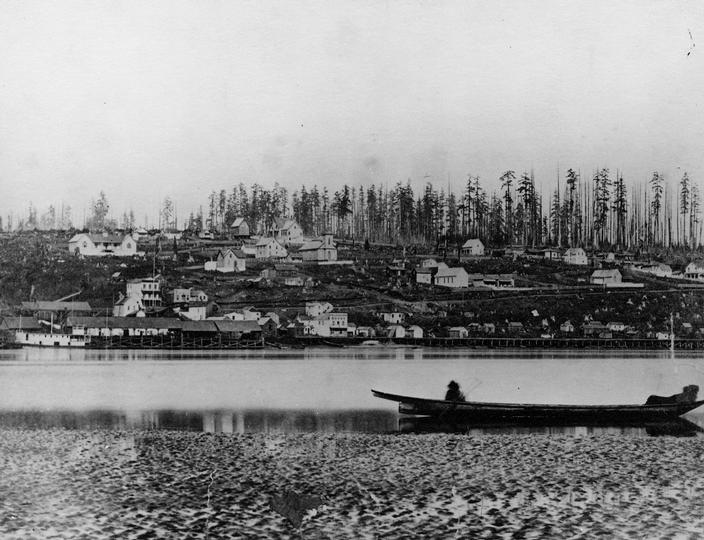
Вид на город со стороны р. Фрейзер, ок. 1865 г.

В 1859 году Нью-Уэстминстер был рекомендован в качестве первой официальной столицы новой колонии Британская Колумбия лейтенант-губернатором Ричардом Муди, из-за большей удалённости от американской границы, нежели Форт-Лэнгли.
Город, по словам Муди, имел огромный потенциал для развития водного и железнодорожного сообщения.
Губернатор Дуглас провозгласил Квинсборо новой столицей 14 февраля 1859 года. Название, однако, не встретило поддержки в Лондоне, и уже сама королева Виктория переименовала город в честь знаменитого лондонского района — резиденции британского парламента. Год спустя Нью-Уэстминстер — первым из поселений Британской Колумбии — приобрёл выборное муниципальное управление.
Во время «золотой лихорадки» на р. Фрейзер город стал важным «перевалочным пунктом» для старателей, поскольку их путь к приискам Йейла и Порт-Дугласа лежал вверх по реке Фрейзер.